# Ehrenzeichen für hervorragende Leistungen im Feuerwehrdienst
Das Ehrenzeichen für hervorragende Leistungen im Feuerwehrdienst wurde am 1. Juli 1920 von der Bayerischen Staatsregierung gestiftet.
Die zunächst aus Gusseisen (ab 1923 aus Bronze) gefertigte ovale Medaille zeigt mittig einen Feuerwehrhelm, der von Ranken umgeben ist. Rückseitig die Inschrift FÜR HERVOR- RAGENDE LEISTUNGEN IM FEUERWEHR- DIENST. 
Für Mitglieder einer Berufsfeuerwehr wurde die Auszeichnung mit einem karmoisinroten Band, für Mitglieder einer Freiwilligen Feuerwehr an einem sieben Mal himmelblauen und sechs Mal weißen Band verliehen.
Die Auszeichnung wurde am Band auf der linken Brust getragen.